# Балдырка
Балдырка (мар. Ярансола) — деревня в Моркинском районе Республики Марий Эл. Входит в состав городского поселения Морки.

## География
Находится в юго-восточной части республики Марий Эл на расстоянии приблизительно 10 км по прямой на юг-юго-запад от районного центра посёлка Морки.

## История
Деревня возникла в 1720—1730-х годах. Называлась Чодраял, что означает «лесная деревня». В 1763 году здесь проживали 47 человек, государственные крестьяне, мари, в 1795 году в 8 дворах проживали 65 человек. В 1859 году здесь (починок Чодраял) находился 21 двор, проживали 190 человек, в 1895 году здесь проживали 179 человек. В начале XX века Чодраял переименовали в Балдырку, так как в 3 км находилась другая деревня Чодраял, входившая позже в состав Арийского сельского совета. В 1925 году в деревне Балдырка проживали 249 марийцев. В 2003 году имелся 41 дом. В советское время работали колхозы «Яранка». «Борец», «Знамя».

## Население
Население составляло 132 человека (мари 99 %) в 2002 году, 98 в 2010.